# Hội đồng Lập pháp Quốc gia Thái Lan
Hội đồng Lập pháp Quốc gia Thái Lan (tiếng Thái: สภานิติบัญญัติชาติ; RTGS: Sapha Nitibanyat Haeng Chat; viết tắt: NLA) là cơ quan lập pháp đơn viện hiện tại của Thái Lan. Hội đồng Lập pháp Quốc gia Thái Lan được Hội đồng Hòa bình và Trật tự Quốc gia thành lập sau khi chính quyền quân sự phê chuẩn Hiến pháp lâm thời năm 2014, Hội đồng Lập pháp Quốc gia là cơ quan lập pháp lâm thời trong giai đoạn quân quản.
Cơ quan được thành lập để thay thế cho Quốc hội Thái Lan sau khi Tướng Prayuth Chan-ocha nằm quyền từ chính quyền dân sự trong khủng hoảng chính trị 2013-2014 của Thái Lan. Hội đồng Hòa bình và Trật tự Quốc gia Thái Lan còn thành lập Ủy ban Chỉ đạo Cải cách Quốc gia, thay thế cho Hội đồng Cải cách Quốc gia, cùng Hội đồng Lập pháp Quốc gia Thái Lan với nhiệm vụ thực hiện cải cách chính trị và xã hội.
Sau khi ban hành bản Hiến pháp 2017, Quốc hội lưỡng viện của Thái Lan đã được thiết lập lại và Hội đồng Lập pháp Quốc gia đã chính thức bị giải thể, mặc dù cuộc bầu cử diễn ra vào tận ngày 24 tháng 3 năm 2019 sau đó.

## Thành phần
Hội đồng Lập pháp Quốc gia Thái Lan gồm 220 thành viên được Hội đồng Hòa bình và Trật tự Quốc gia Thái Lan đề cử với sự phê chuẩn của Quốc vương Thái Lan. Trong số 200 thành viên ban đầu gồm 97 sĩ quan quân đội (69 đang tại nhiệm), 8 sĩ quan cảnh sát (4 đang tại nhiệm), 85 thành viên còn lại là cựu thượng nghị sĩ, hiệu trưởng trường đại học, và các doanh nhân. Vào đầu tháng năm 2016, một bài báo trên tạp chí Journal of Contemporary Asia báo cáo rằng thu nhập trung bình của các thành viên của Hội đồng Lập pháp Quốc gia gấp 32 lần thu nhập bình quân đầu người (5.778 US $) ở Thái Lan.
Hiến pháp tạm thời năm 2014 sau đó đã được sửa đổi để mở rộng Hội đồng Lập pháp Quốc gia lên 250 thành viên từ 220 người, có hiệu lực từ ngày 2 tháng 9 năm 2016. Chính phủ quân sự đã bổ nhiệm 200 thành viên Hội đồng Lập pháp Quốc gia sau cuộc đảo chính vào tháng 5 năm 2014. Trong thời gian sau này có 12 người từ chức, 2 người qua đời và 31 người khác được bổ sung. Để lấp đầy Hội đồng Lập pháp Quốc gia, vào tháng 10 năm 2016, Tướng Prayut Chan-o-cha đã đệ trình danh sách 33 người mới được bổ nhiệm của Hội đồng Lập pháp Quốc gia lên nhà vua để được hoàng gia phê duyệt, 28 trong số 33 người là sĩ quan quân đội hoặc cảnh sát, hầu hết trong số họ là sĩ quan. Là nhà lập pháp họ sẽ không nhận lương. Thay vào đó, mỗi người được trả "phụ cấp chức vụ" 71,230 baht mỗi tháng cùng với "phụ cấp thêm" 42,330 baht một tháng. Các quan chức nhà nước không được phép nhận lương từ nhiều hơn một nguồn, nhưng có thể chấp nhận các khoản phụ cấp chức vụ không giới hạn và các khoản bồi thường khác miễn là khoản bồi thường đó không được gọi là "lương". Bảy thành viên Hội đồng Lập pháp Quốc gia có tỷ lệ vắng mặt cao đã bị cơ quan điều tra và phát hiện đủ điều kiện để loại khỏi chức vụ và các khoản phụ cấp đền bù. Tướng Preecha Chan-o-cha, em trai Tướng Prayut Chan-o-cha, là người phạm tội nặng nhất trong bảy người. Người ta phát hiện ra rằng ông chỉ bỏ được sáu phiếu bầu trong tổng số 453 lần điểm danh trong khoảng thời gian sáu tháng. Các quy định Hội đồng yêu cầu các thành viên bị loại bỏ nếu họ không tham gia vào hơn một phần ba tổng số lần bỏ phiếu trong khoảng thời gian 90 ngày.
Vào tháng 6 năm 2018, The Nation đưa tin rằng các thành viên Hội đồng được trả ít nhất 113,560 baht mỗi tháng.